# Hans van der Hoek
Hans van der Hoek (Rotterdam, 1933. május 5. – 2017. február 4.) válogatott holland labdarúgó, hátvéd.

## Pályafutása
1950 és 1960 között a Feyenoord, 1960-61-ben az Enschede, majd egy idényen át az ADO Den Haag labdarúgója volt. 1953-54-ben két alkalommal szerepelt a holland válogatottban.